# Luka, Kaluș
Luka (în ucraineană Лука) este localitatea de reședință a comunei Luka din raionul Kaluș, regiunea Ivano-Frankivsk, Ucraina.

## Demografie
Componența lingvistică a localității Luka
     Ucraineană (99,6%)
     Alte limbi (0,4%)
Conform recensământului din 2001, majoritatea populației localității Luka era vorbitoare de ucraineană (99,6%), existând în minoritate și vorbitori de alte limbi.